# پر گرل
پر گرل (انگلیسی: Pär Gerell؛ زادهٔ ۲۳ ژوئن ۱۹۸۲) یک بازیکن تنیس روی میز اهل سوئد است. 
وی در مسابقات کشوری و بین‌المللی در مجموع برنده ۱ مدال نقره، ۳ مدال برنز شده‌است.